# Juhani Järvinen
Jouko Juhani Järvinen (ur. 9 maja 1935 w Tuulos, zm. 31 maja 1984 w Helsinkach) – fiński łyżwiarz szybki, złoty medalista mistrzostw świata.

## Kariera
Największy sukces w karierze Juhani Järvinen osiągnął w 1959 roku, kiedy zwyciężył podczas mistrzostw świata w wieloboju w Oslo. Wyprzedził tam bezpośrednio swego rodaka, Toivo Salonena oraz Robierta Mierkułowa z ZSRR. Järvinen nie wygrał tam żadnego biegu, startował jednak najrówniej, zajmując kolejno szóste miejsce na 500 m, trzecie na 5000 m, drugie na 1500 m oraz siódme na dystansie 10 000 m. W tym samym roku wywalczył również srebrny medal na mistrzostwach Europy w Göteborgu, rozdzielając na podium Norwega Knuta Johannesena i Toivo Salonena. Fin był tam najlepszy na 1500 m, drugi na 500 m, szósty na 5000 m, a w biegu na 10 000 m zajął ósmą pozycję. Był też między innymi piąty na rozgrywanych w 1954 roku mistrzostwach Europy w Davos.
W 1956 roku wziął udział w igrzyskach olimpijskich w Cortina d’Ampezzo, gdzie jego najlepszym wynikiem było czwarte miejsce w biegu na 1500 m. Walkę o brązowy medal przegrał tam z Toivo Salonenem. na tych samych igrzyskach był też między innymi dziewiąty w biegu na 500 m oraz dwunasty na dystansie 10 000 m. Na rozgrywanych cztery lata później igrzyskach w Squaw Valley najlepiej zaprezentował się w biegach na 1500 m i 10 000 m, zajmując w nich odpowiednio piąte i ósme miejsce. Brał również udział w igrzyskach olimpijskich w Innsbrucku, gdzie biegu na 1500 m zajął ósmą pozycję. Na tych samych igrzyskach był też dziewiętnasty na 500 m, a na dystansie 10 000 m uplasował się jedną pozycję niżej.
Jego syn Timo Järvinen również był panczenistą.